# Habitation de la Rome antique

Exemple de villa romaine : la villa Getty (reconstitution de la villa des Papyrus d'Herculanum) à Los Angeles (Californie)

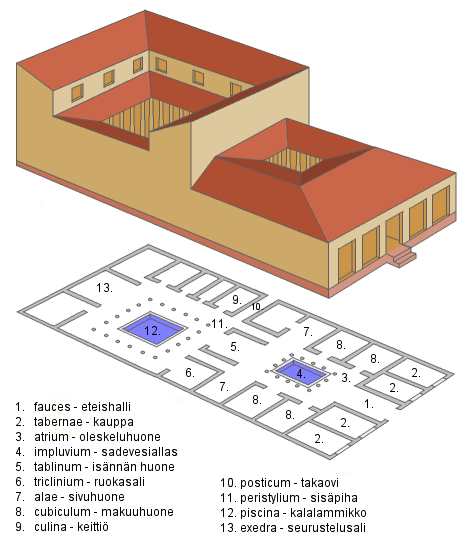
Plan et maquette d'une villa suburbaine de type pompéien (document Ohto Kokko).

Les habitations de la Rome antique sont les différents types d'habitats de la société romaine hiérarchisée, de la Rome antique et de l'empire romain à son apogée entre le Ier siècle av. J.-C. et le IVe siècle.

## Histoire
Les Latins dans l'Italie préromaine vivaient dans des huttes rondes ou elliptiques surmontées d'un toit conique en chaume. Elles s'ouvraient par des portes carrées et disposaient de fenêtres à un ou deux battants. Elles étaient disposées sur un socle qui les isolait de l'humidité.
Sous l'influence des Étrusques, ces maisons deviennent rectangulaires et, pour abriter toute la famille, forment un enclos autour d'une cour centrale et donnent sur un jardin (hortus), lui aussi dans l'enclos. Au bout de la maison  se trouve le tablinum, le « bureau » du père de famille avec les autels des Lares et aux Pénates, souvent dans une niche fermée de deux volets.
Cette forme évolue très peu pour devenir la villa rustica.
À Rome, vu la rareté des terrains, la cour centrale se réduit à l'atrium. Puis les habitations se répartissent entre insulae (immeubles locatifs) pour les plus pauvres et en domus (maisons individuelles), qui se déclinent de la villa suburbaine aux palais pour les plus riches et l'empereur (par exemple le palais impérial de Rome).
À la campagne, les habitations des pauvres restent pendant longtemps de simples huttes. Les esclaves travaillant dans les latifundia sont logés dans des ergastules.
C'est sous Néron, après le grand incendie que le paysage de Rome a le plus changé. De nombreuses domus ont fait place à des insulae. L'empereur consacre alors beaucoup d'efforts à la rénovation de la ville : de nombreux quartiers ont été rasés et nivelés pour construire des bâtiments plus sûrs et plus confortables afin de loger la population modeste. Il a édicté un certain nombre de mesures, comme l'élargissement des voies, limité la hauteur maximum des insulae, l'emploi de matériaux plus solides, l'usage systématique de ciment…, qui n'ont plus été appliqués par ses successeurs. Rome reste une ville compacte.

## Dans les provinces romaines
Dans les provinces romaines, les plus riches et les gens de la ville adoptent, avec plus ou moins de retard, la coutume des villas à la romaine, mais les plus pauvres gardent leurs habitations traditionnelles.

Exemple de domus : domus du collège Lumière de Vesontio (Musée des beaux-arts et d'archéologie de Besançon).
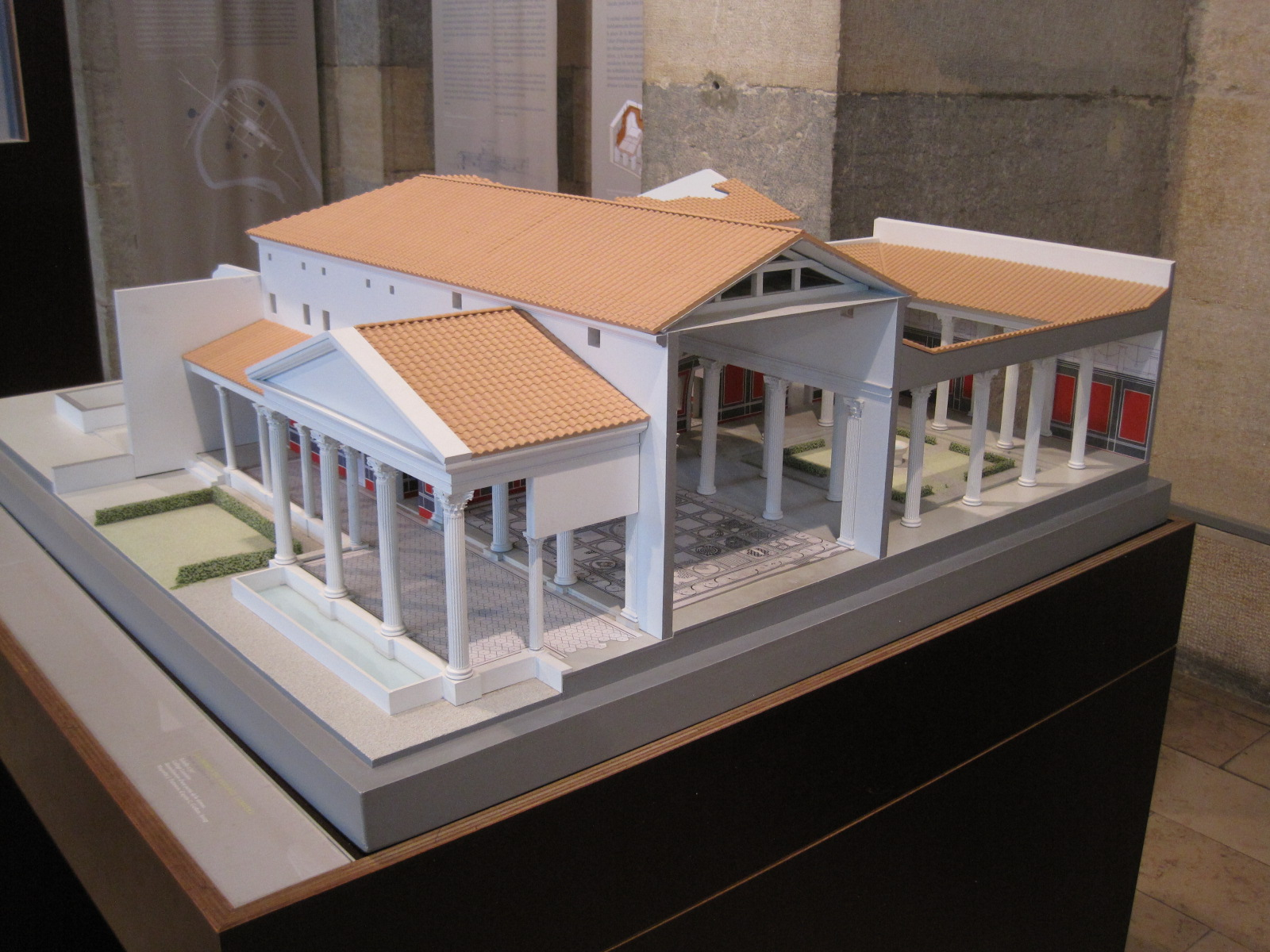
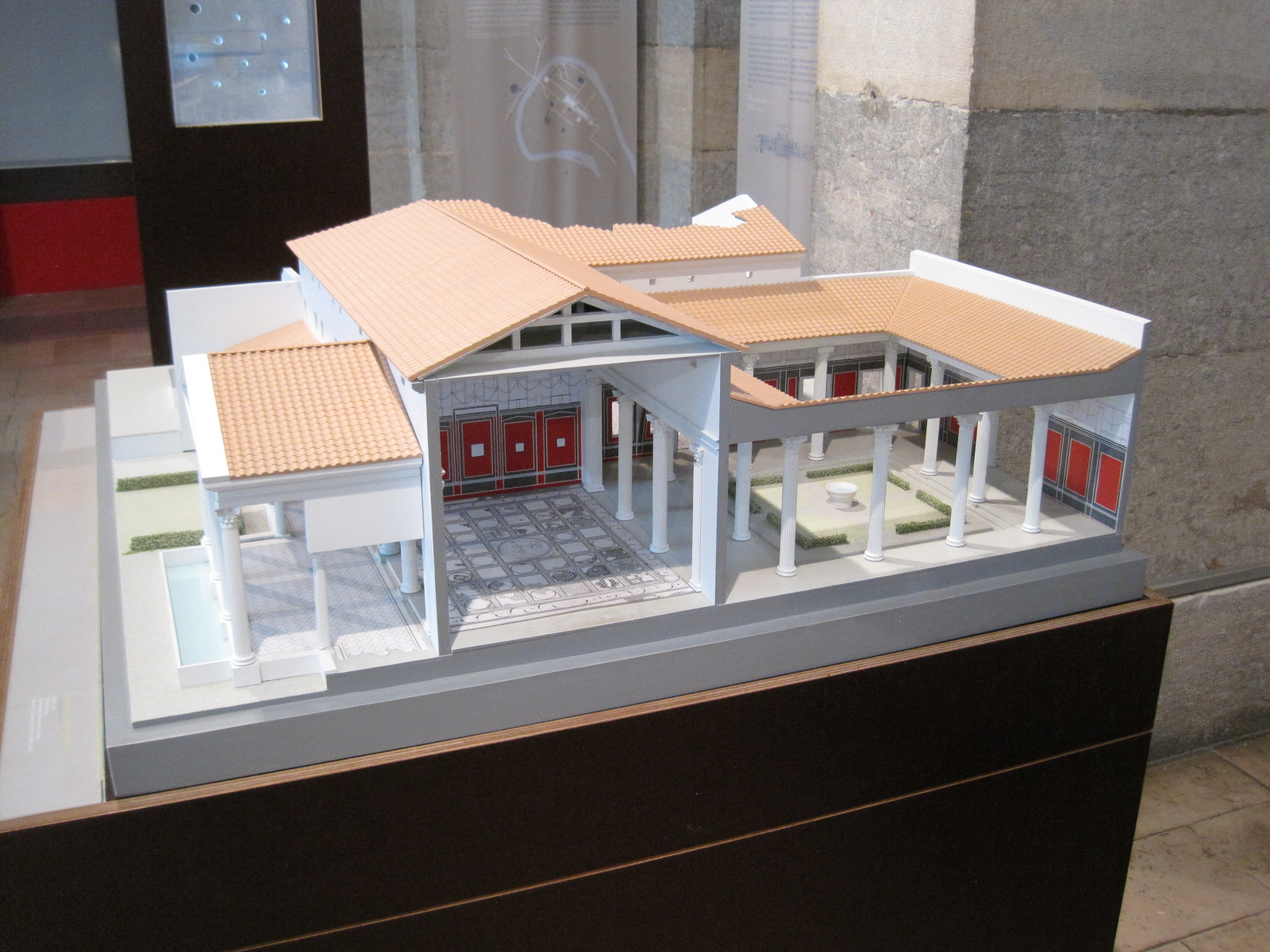
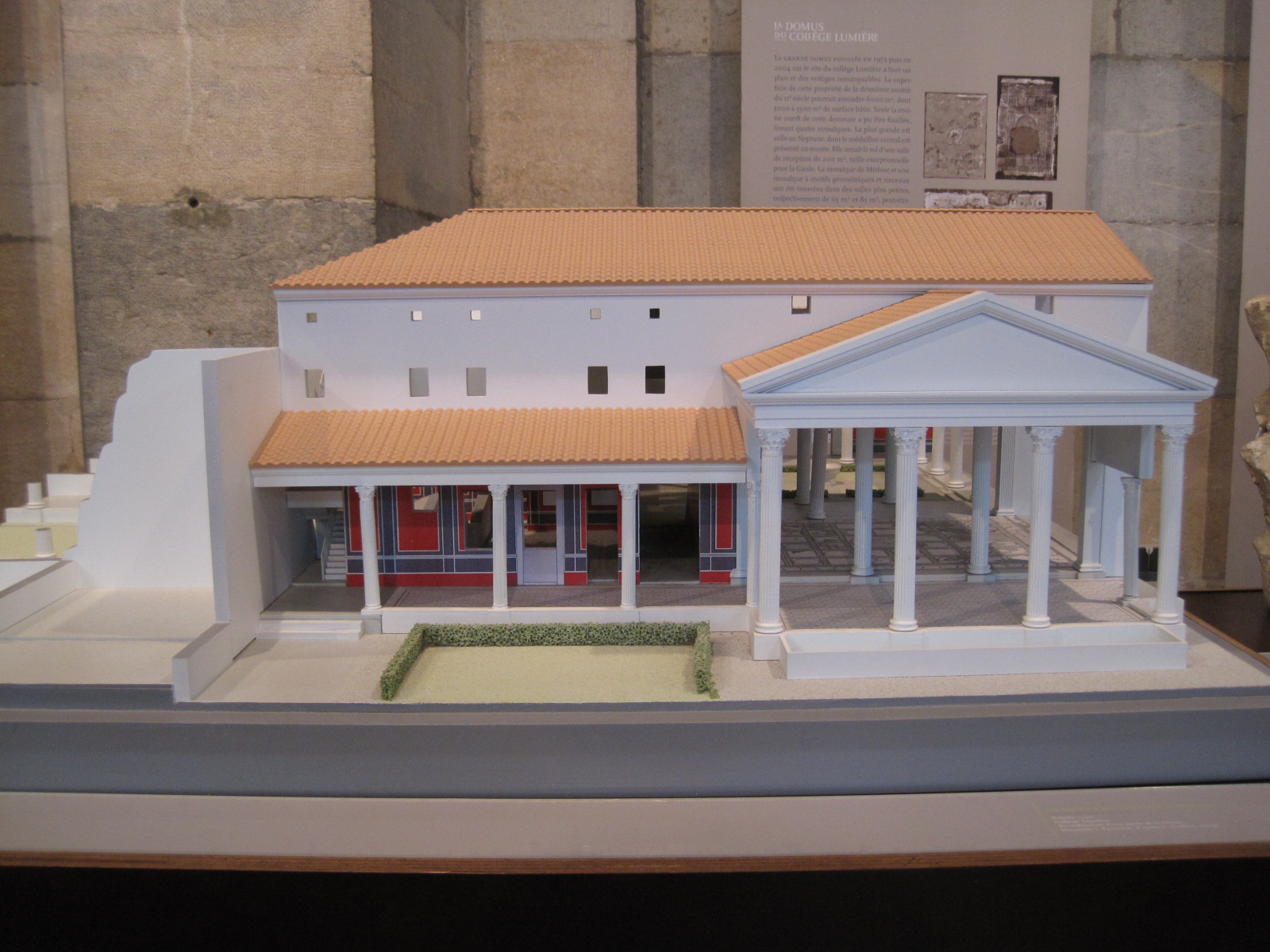
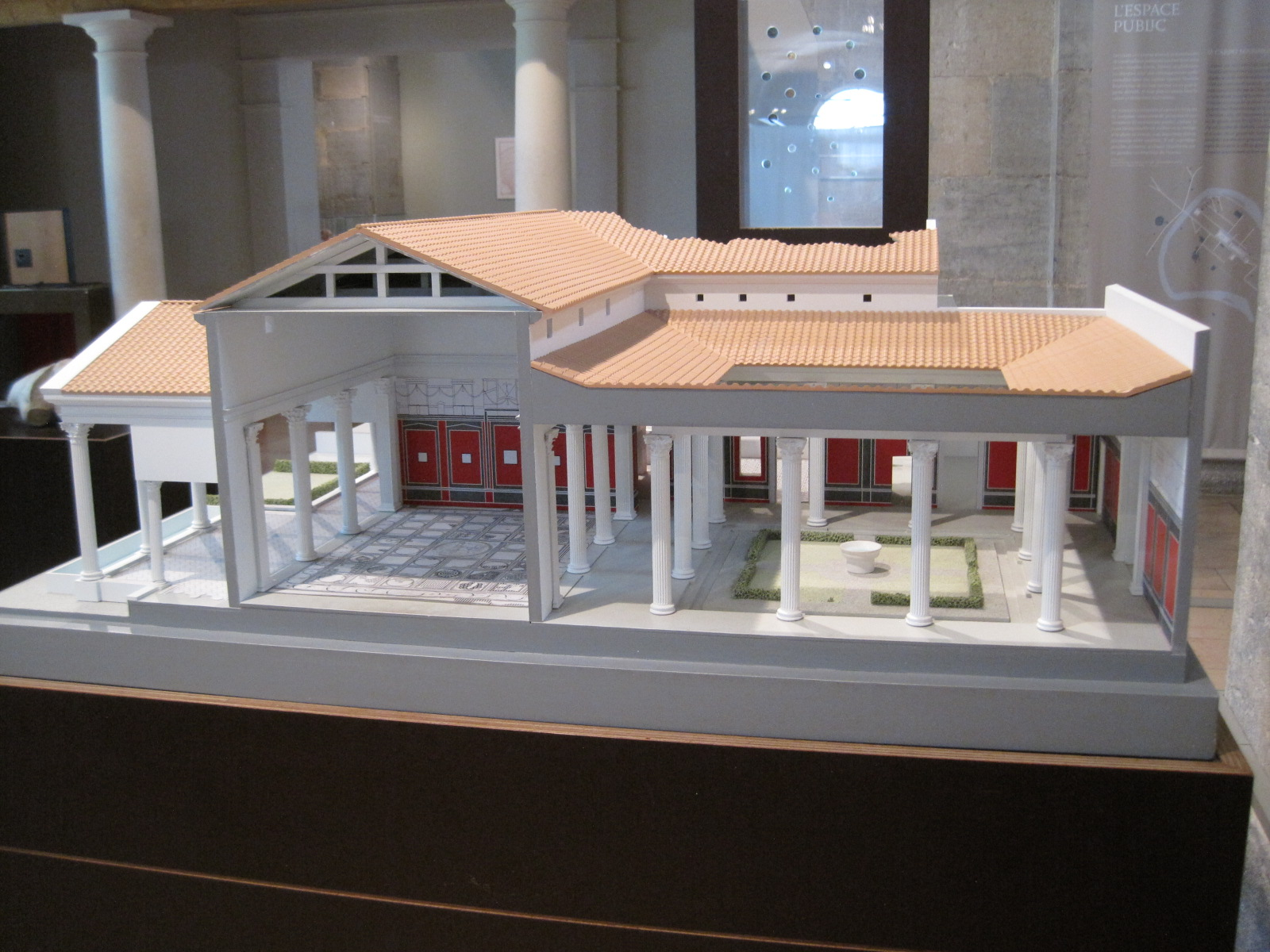

De nombreuses villes sont également nées autour de camps romains.

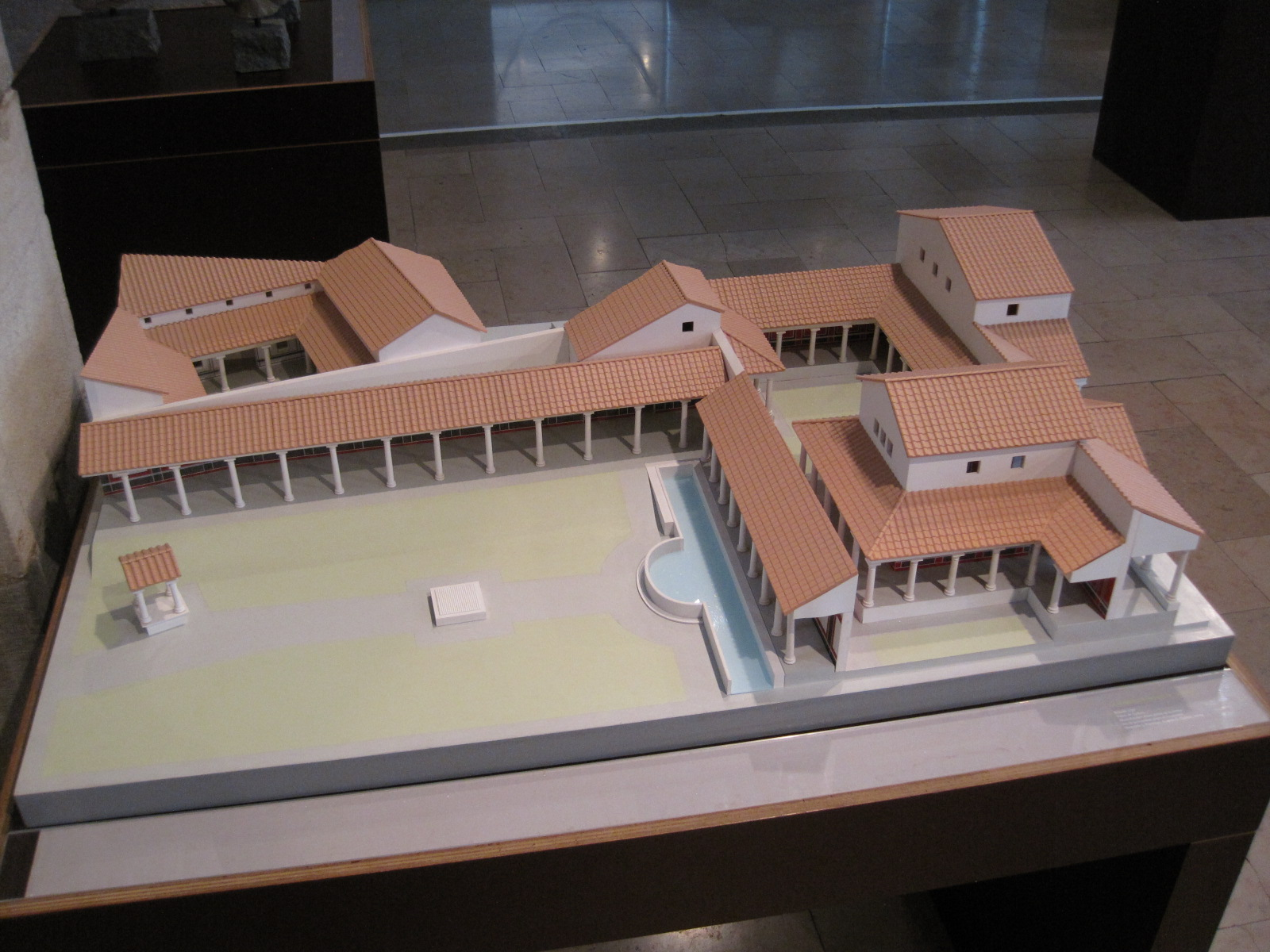
Domus du palais de justice de Vesontio (Besançon) (Musée d'archéologie de Besançon).
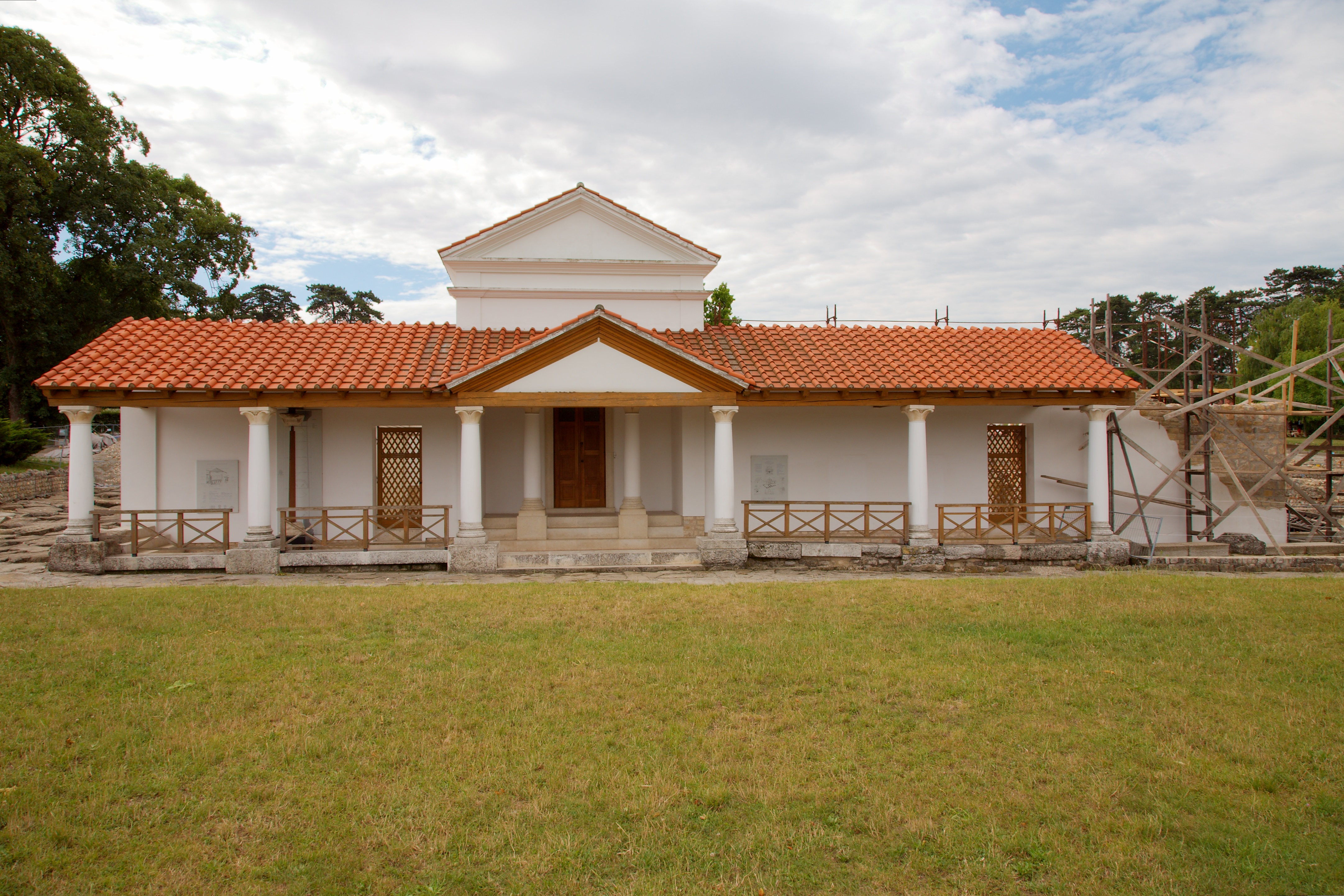
Villa gallo-romaine (parc archéologique Asnapio, Nord).
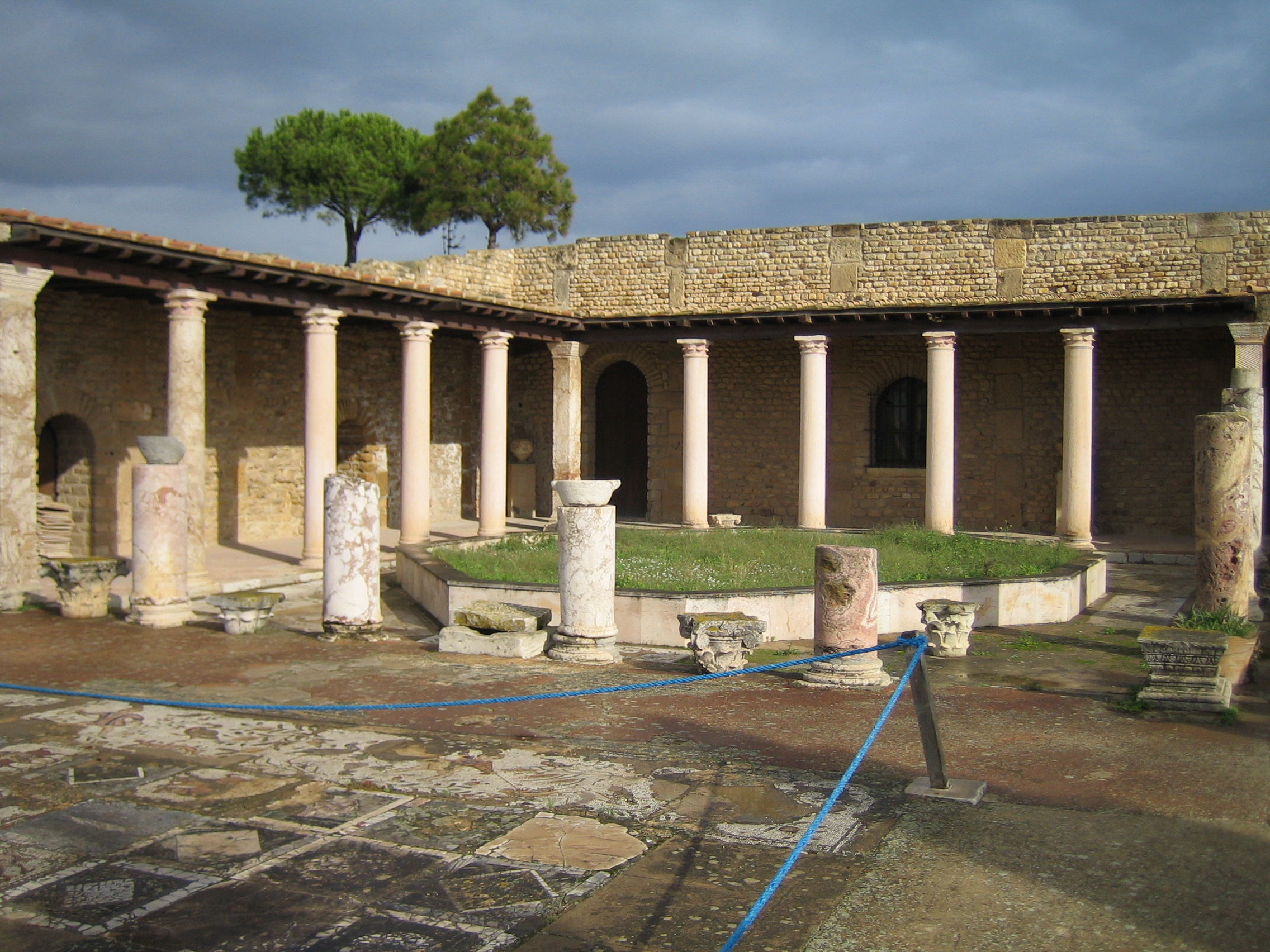
Villa de la volière (site archéologique de Carthage).
Villa Getty (Los Angeles, Californie).

La ville de Pompéi, à la fois détruite et conservée par l'éruption du Vésuve en 79, est une source archéologique de première importance pour la connaissance de l'habitat urbain.

## Les cimetières
D’immenses cimetières appelés nécropoles se situaient à l'extérieur de la ville pour des raisons de religion, d'hygiène et d'espace. Les nécropoles ne devaient pas souiller l'espace des vivants mais les morts étaient tous vénérés. Respectés ou craints, ils étaient appelés dieux Mânes (âmes des morts).

## La cuisine
La cuisine se faisait sur des petits récipients en terre cuite percés de trous pour assurer le tirage. On y brûlait du bois et on devait en permanence souffler sur le feu. Les incendies étaient fréquents. L'hiver, des récipients dans les pièces et un grand feu central assuraient l'apport de chaleur. Même dans les villas les plus luxueuses, il n'y eut du chauffage que pour les bains.
On a remarqué qu'à Pompéi, détruite en 79, presque toutes les maisons possèdent leur propre moulin, et aussi leur propre four, dans lequel on cuisait des pains circulaires et plats. Beaucoup possèdent encore des moulins à huile d'olive. Les habitants des insulae devaient certainement, pour leur part, acheter à manger dans les tabernae et thermopolia.

### L'eau
L'eau, en tant que ressource vitale, est un élément de confort certain. Jusqu'à Auguste, l'approvisionnement se faisait essentiellement par des fontaines alimentées par des sources, par des citernes et par des puits. La construction d'aqueducs a permis la construction de fontaines publiques. On en comptait, au Ier siècle, plus de 600 à Rome, alimentées par ses aqueducs, des sources captées et des réserves. Des réservoirs, quelquefois recouverts de mosaïques (lacus) recueillent l'eau de pluie.
Les jardins publics étaient équipés de jets d'eau (salientes) souvent décorés de nymphées avec des statues.
Seules quelques villas ont eu l'autorisation des empereurs mêmes de capter l'eau publique. Les habitants de Rome devaient aller chercher leur eau tous les jours aux fontaines. À partir de Trajan seulement, les quartiers de la rive droite du Tibre reçoivent suffisamment d'eau potable pour se passer des citernes. Les thermes privés ou latrines privées n'existent que pour les plus grandes demeures.

## La religion
Le culte domestique est très important pour les Romains. Il prenait le plus souvent la forme d'un laraire, situé dans un angle de l'atrium de la maison. Dans les insulae, immeubles collectifs, il pouvait être figuré par une peinture au rez-de-chaussée.

## Exemples de villas
- Villa gallo-romaine de Loupian
- Villa romaine du Casale
- Les villas de Pompéi